# 萊帕特里克
萊帕特里克（西班牙語：Lepaterique），是洪都拉斯的城鎮，位於該國中部，由弗朗西斯科-莫拉桑省負責管轄，始建於1913年10月16日，面積541.03平方公里，海拔高度1,484米，2001年人口13,411，人口密度每平方公里24.79人。
14°4′0″N 87°28′0″W / 14.06667°N 87.46667°W